# 莫雷诺·曼尼尼
莫雷诺·曼尼尼（義大利語：Moreno Mannini，1962年8月15日—）是意大利退役足球运动员，司职右后卫。

## 俱乐部生涯
曼尼尼在科莫出道，在职业生涯第2个赛季出场36次，球队也在该赛季升上意甲，赛季结束后他转会桑普多利亚。
在桑普多利亚效力的15个赛季中一直都是无可争议的主力。上世纪80年代末至90年代初，他与詹盧卡·帕柳卡、皮特罗·维尔乔伍德、卢卡·佩莱格里尼和阿梅迪奥·卡博尼组成了后防线。他随队获得过4座意大利杯和1990-91赛季意甲冠军。在欧洲赛场上，他帮助球队战胜安德莱赫特夺得1990年欧洲优胜者杯冠军，在1991-92赛季欧洲冠军杯中进入决赛，但负于巴塞罗那屈居亚军。
1999年夏，在桑普多利亚降级至意乙后，37岁的曼尼尼转会至英冠的诺丁汉森林，与之前桑普的队友兼教练戴维·普拉特重聚。他在1-3负于伊普斯维奇的比赛中完成了在新球队的首次出场。半个赛季后，他回归青年时期效力的伊莫拉，结束职业生涯。

## 国家队生涯
一共为意大利出场10次。在1992年2月19日4-0大胜圣马力诺的比赛中上演国家队首秀，此时他已将近30岁。